# جان توماس (كاتبة)
جان توماس (بالإنجليزية: Jan Thomas)‏ هي كاتبة للأطفال وكاتِبة أمريكية، ولدت في 1959.

## وصلات خارجية
- الموقع الرسمي